# Чимбас (департамент)
Департамент Чимбас  (исп. Departamento de Chimbas) — департамент в Аргентине в составе провинции Сан-Хуан.
Территория — 62 км². Население — 87258 человек. Плотность населения — 1407,40 чел./км².
Административный центр — Вилья-Паула-Альбаррасин-де-Сармьенто.

## География
Департамент расположен в центральной части провинции Сан-Хуан.
Департамент граничит:
- на севере — с департаментом Альбардон
- на востоке — с департаментом Сан-Мартин
- на юге — с департаментами Ривадавия, Сан-Хуан, Санта-Люсия

## Важнейшие населенные пункты[2]
| № | Населённый пункт | Населённый пункт (исп.) | Категория   | Население чел. (2010) | На карте                        |
| - | ---------------- | ----------------------- | ----------- | --------------------- | ------------------------------- |
| 1 | Чимбас           | Chimbas                 | агломерация | 87258                 | 31°29′34″ ю. ш. 68°31′57″ з. д. |

#### Агломерация Чимбас
- входит в агломерацию Большой Сан-Хуан.

| № | Населённый пункт                     | Населённый пункт (исп.)             | Категория | Население чел. (2001) | На карте                        |
| - | ------------------------------------ | ----------------------------------- | --------- | --------------------- | ------------------------------- |
| 1 | Чимбас                               | Chimbas                             | город     | 70573                 | 31°29′34″ ю. ш. 68°31′57″ з. д. |
| 2 | Эль-Моготе                           | El Mogote                           | город     | 1480                  | 31°29′17″ ю. ш. 68°29′04″ з. д. |
| 3 | Вилья-Паула-Альбаррасин-де-Сармьенто | Villa Paula Albarracín de Sarmiento | город     | 1157                  | 31°29′35″ ю. ш. 68°32′19″ з. д. |